# Struganie metodą Sunderlanda
Struganie metodą Sunderlanda – obwiedniowa metoda wykonywania kół zębatych poprzez nacinanie zębów w procesie strugania. 
Narzędziem wykorzystywanym w tej metodzie nóż strugarski, podobny do noża używanego w metodzie Maaga. Ma on kształt zębatki. Metodę Sunderlanda używa się głównie do wykonywania kół zębatych o zębach daszkowych zarówno z, jak i bez rowka rozdzielającego. Jednocześnie możliwe jest wykonywanie maksymalnie do trzech podziałek. Również kinematyka procesu jest podobna do tej, stosowanej w dłutowaniu metodą Maaga. Różni się przede wszystkim podziałem "obtaczania" przedmiotu obrabianego na ruch obrotowy wyrobu i postępowy narzędzia.